# Chlodomer
Chlodomer (495? – 25. června 524 Vézeronce-Curtin) byl druhorozeným synem franského krále Chlodvíka I. V roce 511 se podílel na čtyřnásobném rozdělení království svého otce při němž získal pozemky na území dnešní západní a střední Francie, v okolí Orléans. Jeho království bylo jediné ze čtyř království, které vytvořilo geografickou jednotku na obou stranách řeky Loiry. V roce 523 zaútočil se svými dvěma bratry Chlotharem I. a Childebertem I. na Burgundské království, které bylo jejich vychodním sousedem. V bitvě zajali a zabili burgundského krále Zikmunda a celou jeho rodinu. Následující rok Chlodomer znovu na Burgundské království zaútočil, tentokrát se svým nevlastním bratrem Theuderichem I. Burgundi pod vedením Zikmundova bratra a jeho nástupce krále Godomara III. se s Chlodomerovými vojsky střetli v bitvě u Vézeronce a Chlodomera v bitvě porazili a zabili.
Po jeho smrti se s královnou vdovou Gunteuchou oženil Chlodomerův bratr Chlothar I. Chlodomerovi nezletilí synové Chlodoald (* 520), Gunthar (* 521) a Theudovald (* 524) přešli do péče své babičky Chrodechildy, vdovy po králi Chlodvíkovi.

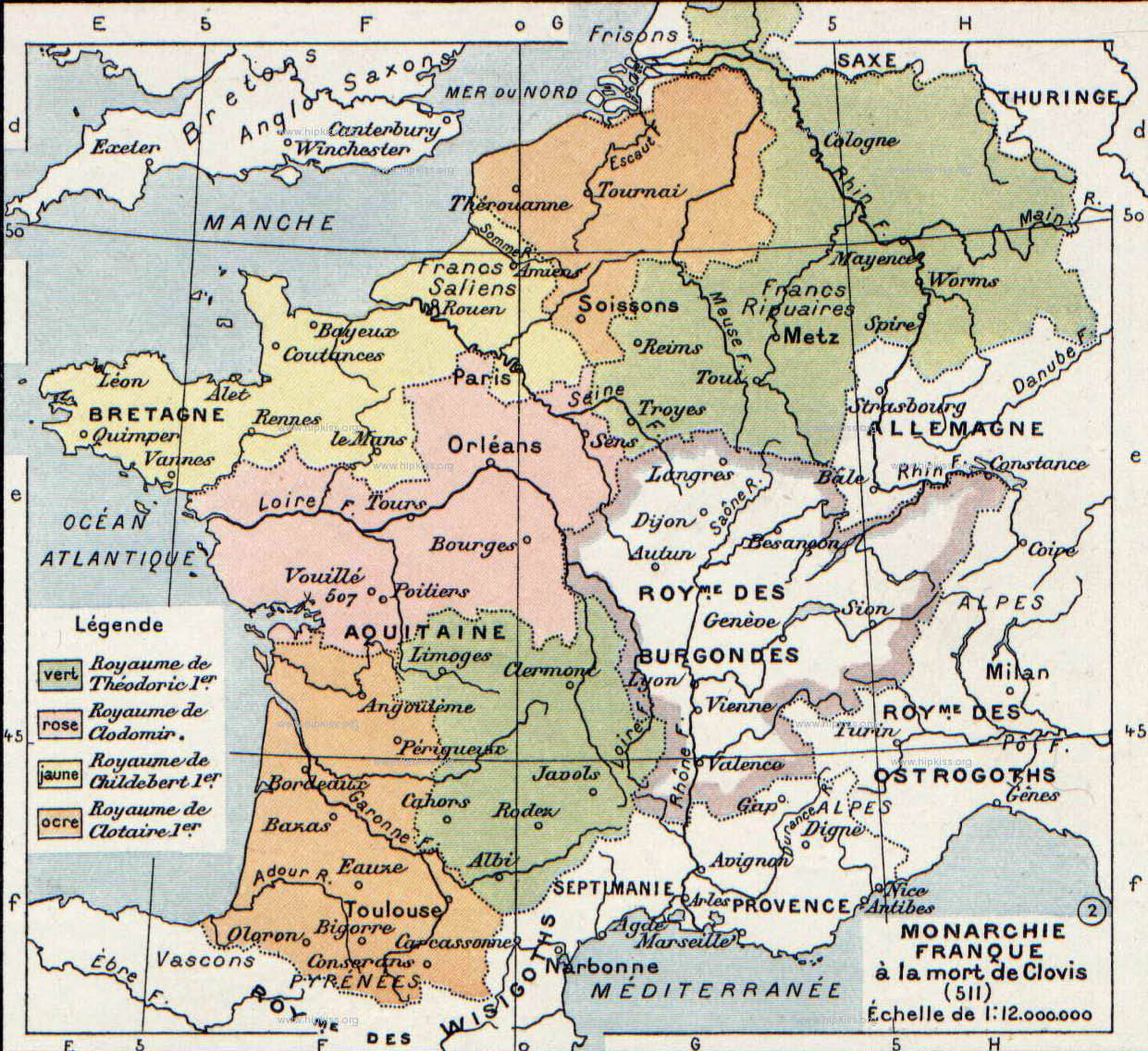
Oddělení Galie po smrti Chlodvika I., ukazuje Chlodomerovo království vedle království jeho bratrů

Dva z Chlodomerových synů byli poté zavražděni jejich strýci Chlotharem a Childebertem, kteří sdíleli pozemky s Theoderichem. Třetí syn, Chlodoald, uprchl a v Paříži vstoupil do kláštera, který nese jeho jméno, Saint-Cloud.